# 岐阜市立長良東小学校
岐阜市立長良東小学校（ぎふしりつ ながらひがししょうがっこう）は、岐阜県岐阜市にある公立小学校。

## 沿革
- 1974年（昭和49年）
  - 4月1日 - 長良小学校から分離し、岐阜市立長良東小学校として開校[1]。校舎未完成のため、長良小学校内で授業を行う。
  - 9月1日 - 校舎が完成。児童は新たな校舎に移る。

## 校区
- 黒岩町、西後町2丁目、城前町2丁目、長良一楽、長良雄総、長良校前町5丁目、長良幸和町3丁目、長良小松町3丁目、長良桜井町4丁目、長良志段見、長良真生町3丁目、長良杉乃町5丁目、長良田中前、長良東郷町4丁目、長良西山前、長良春田、長良福江町3丁目、長良福泉、長良古津、長良宮路町3丁目、長良竜東町1～5丁目、堀田町、山先町、長良井田、雄総桜町1～4丁目、雄総緑町1～6丁目、雄総柳町1～5丁目、中川原1～5丁目、長良1～4丁目・5丁目（一部）、長良東1～3丁目、長良（一部）、長良友瀬（一部）、長良奥郷（一部）、長良西野前（一部）、長良子正賀（一部）[2]

## 校区内の主な施設
- 岐阜市立東長良中学校（進学先中学校）
- 岐阜県立長良高等学校
- 岐阜県立長良特別支援学校
- 国立病院機構長良医療センター

## 交通アクセス
- 岐阜バス

松籟加納線、おぶさ墨俣線、忠節長良線「長良高校前」バス停より徒歩約5分。